# تاتامی

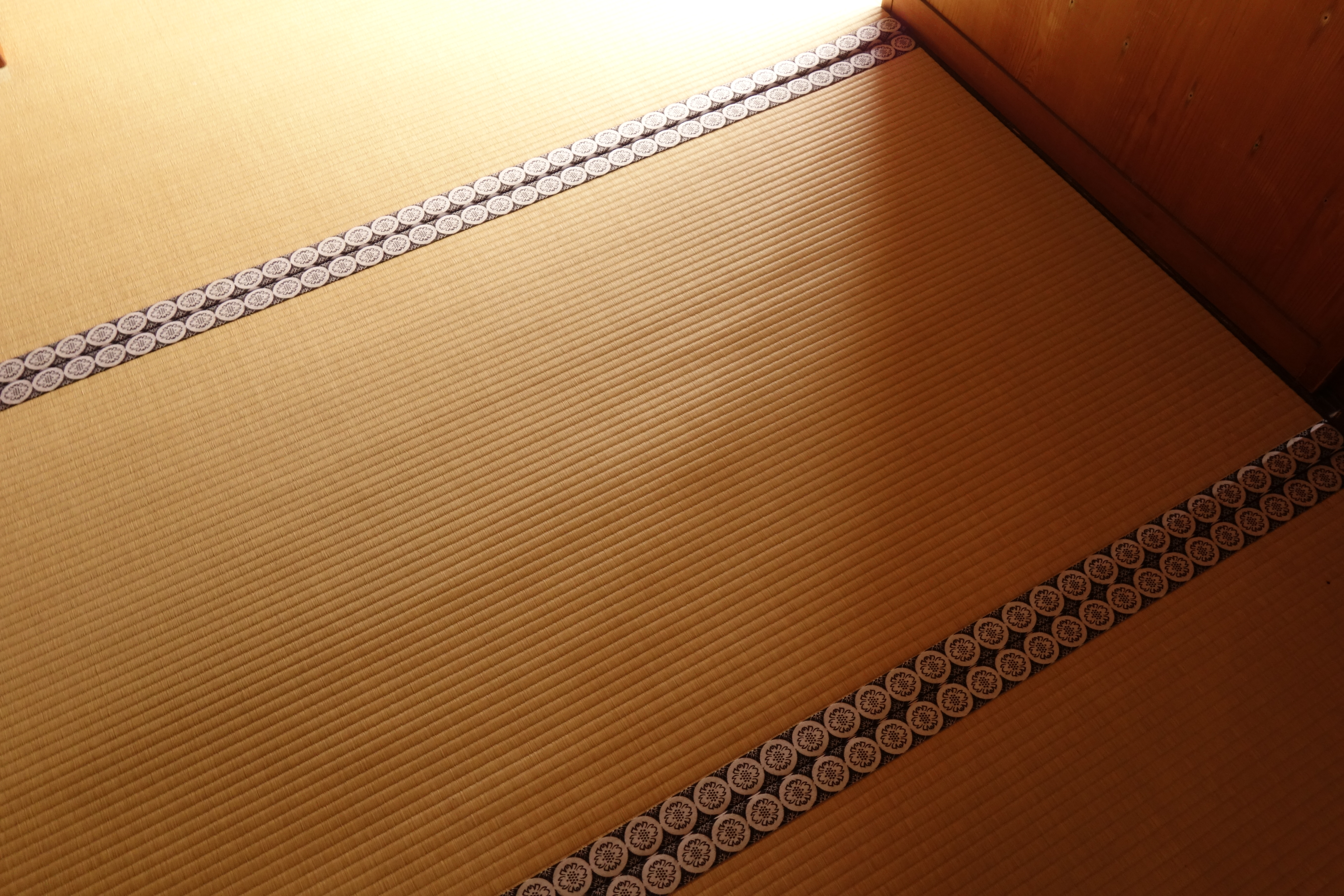
تاتامی

تاتامی (به ژاپنی: 畳)، تشک‌های نرمی هستند که به‌عنوان مواد کفپوش در اتاق‌های سنتی به سبک ژاپنی استفاده می‌شوند. آنها در اندازه‌های استاندارد، دو برابر عرض، حدود ۰/۹ در ۱/۸ متر، بسته به منطقه ساخته می‌شوند. در هنرهای رزمی، تاتامی برای تمرین در دوجو و برای مسابقه استفاده می‌شود.
تاتامی‌ها با بافت نرم (藺草، ایگوسا) روی تار کنفی یا پنبه ضعیف‌تر پوشیده می‌شوند. در هر سوله پود چهار تار وجود دارد، دو تا در هر انتها (یا گاهی دو تا در هر سوله، یکی در هر انتها، برای کاهش هزینه). دوکو (هسته) به‌طور سنتی از کاه برنج دوخته‌شده درست می‌شود، اما تاتامی‌های امروزی گاهی تخته‌های چوب فشرده یا فوم پلی‌استایرن اکسترود شده را در هسته‌های خود دارند. کناره‌های بلند معمولاً با پارچه‌های براده یا پارچه‌های ساده لبه‌دار می‌شوند، اگرچه برخی از تاتامی‌ها هیچ لبه‌ای ندارند.
هماهنگی و هدایت فرایند طراحی در خانه‌های ژاپنی بر اساس زیر اندازهای سنتی ژاپنی است که تاتامی می‌باشد.
تاتامی واحدی است که بسیاری از اندازه‌ها و مفاهیم مربوط را به همراه دارد.
به عنوان مثال: چهار تاتامی برای یک انسان مجرد و شش تاتامی برای یک زوج کافی می‌باشد.
تاتامی به‌طور سنتی از کاه برنج ساخته می‌شود، هرچند امروزه از تراشه چوب فشرده یا تابلوهای فوم پلی استایرن ساخته می‌شود.

ساخت و ساز
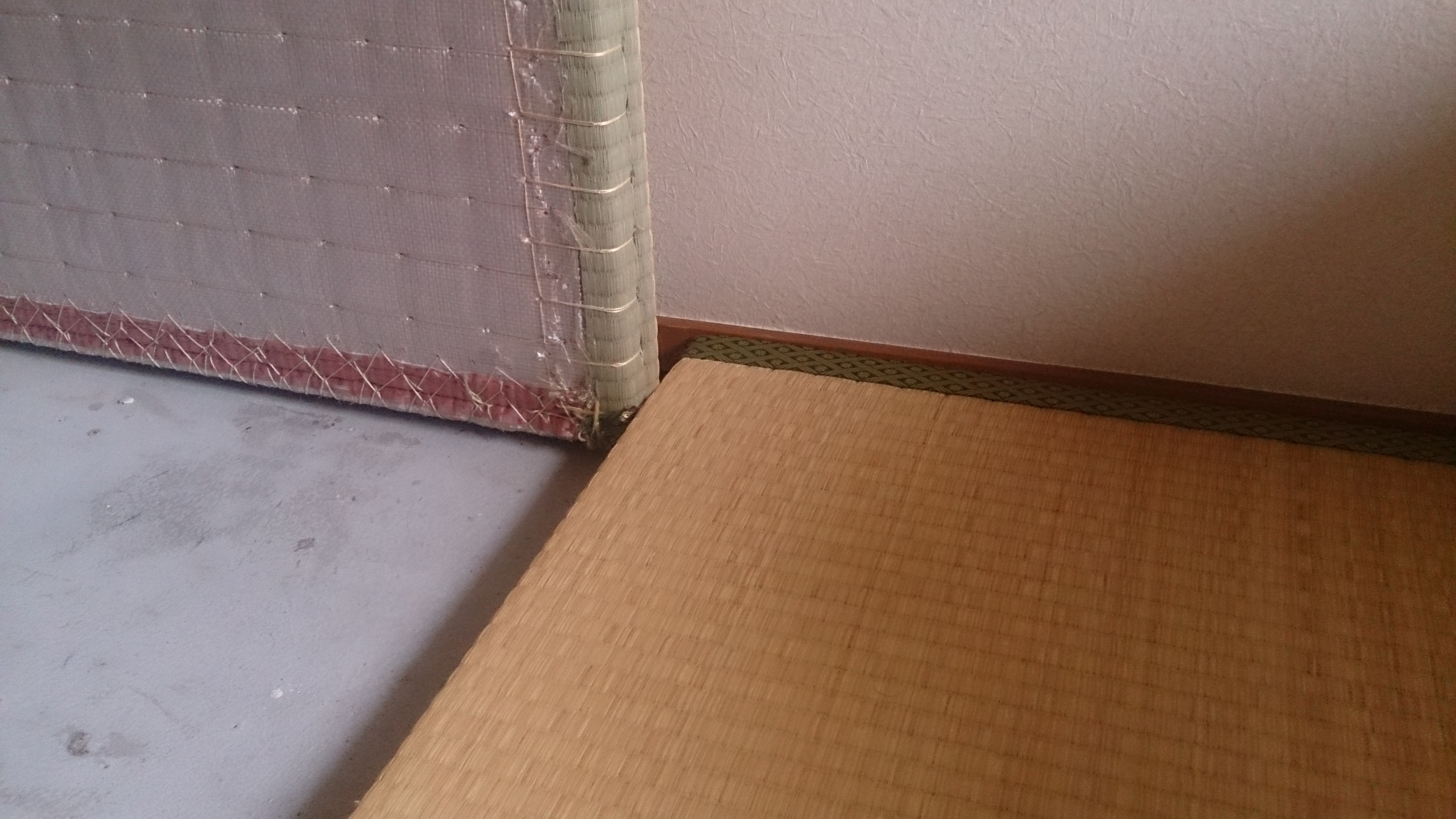
ماشین دوخت تاتامی
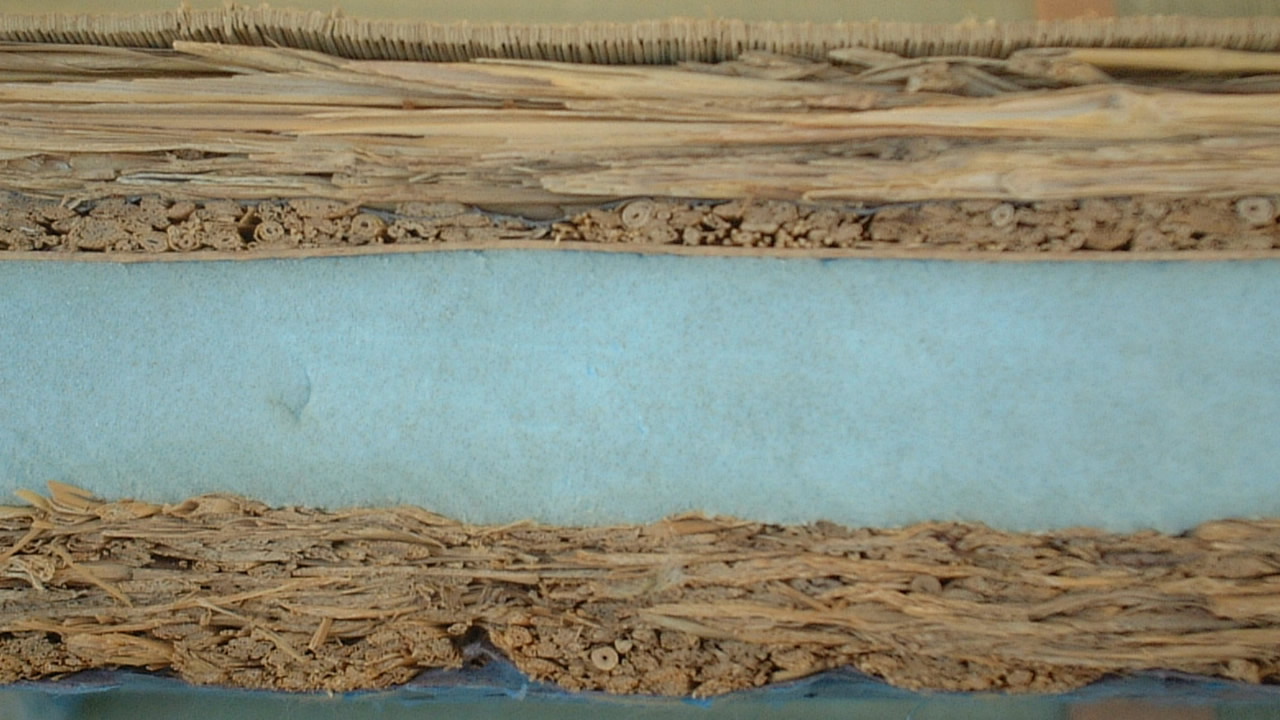
مقطع تاتامی مدرن با هسته فوم پلی‌استایرن اکسترود شده
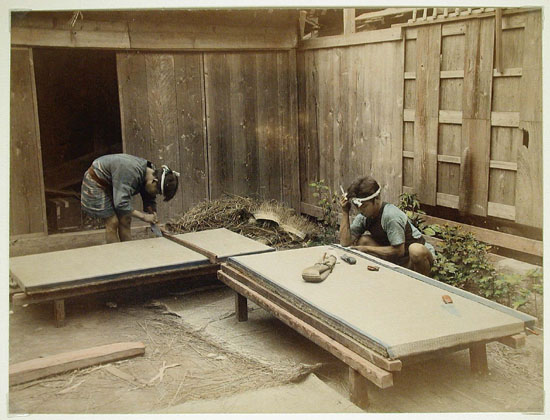
ساخت تشک تاتامی، اواخر قرن نوزدهم.
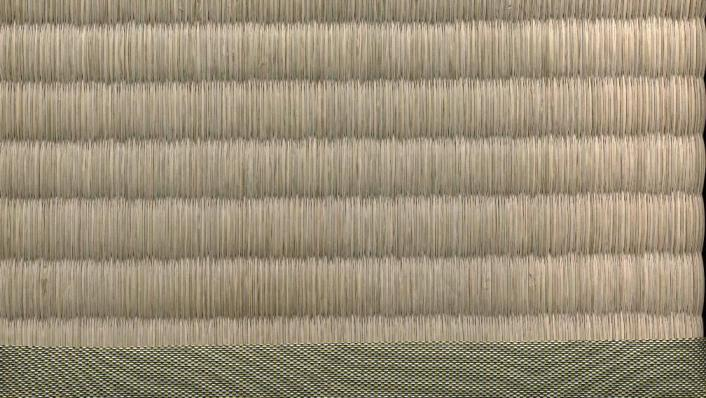
نمای نزدیک از سطح حصیر و لبه